# 500 Milhas de Indianápolis de 2005
As 500 Milhas de Indianápolis de 2005 foi a 89ª edição da prova e a quinta prova da temporada. A prova aconteceu no Indianapolis Motor Speedway, e o vencedor foi o piloto inglês Dan Wheldon da equipe Andretti-Green.

## Resultados

### Corrida
| Pos. | Grid | Nº | Piloto                 | C* | M* | Qual    | Rank | Voltas | Resultado | Equipe                       |
| ---- | ---- | -- | ---------------------- | -- | -- | ------- | ---- | ------ | --------- | ---------------------------- |
| 1    | 16   | 26 | Dan Wheldon            | D  | H  | 224.308 | 17   | 200    | Corrida   | Andretti Green Racing        |
| 2    | 7    | 17 | Vitor Meira            | P  | H  | 226.848 | 8    | 200    | Corrida   | Rahal Letterman Racing       |
| 3    | 18   | 7  | Bryan Herta            | D  | H  | 223.972 | 20   | 200    | Corrida   | Andretti Green Racing        |
| 4    | 4    | 16 | Danica Patrick (R)     | P  | H  | 227.004 | 5    | 200    | Corrida   | Rahal Letterman Racing       |
| 5    | 9    | 95 | Buddy Lazier (W)       | D  | C  | 226.353 | 10   | 200    | Corrida   | Panther Racing               |
| 6    | 6    | 27 | Dario Franchitti       | D  | H  | 226.873 | 7    | 200    | Corrida   | Andretti Green Racing        |
| 7    | 3    | 8  | Scott Sharp            | P  | H  | 227.126 | 4    | 200    | Corrida   | Fernandez Racing             |
| 8    | 1    | 11 | Tony Kanaan            | D  | H  | 227.566 | 2    | 200    | Corrida   | Andretti Green Racing        |
| 9    | 5    | 3  | Hélio Castroneves (W)  | D  | T  | 226.927 | 6    | 200    | Corrida   | Team Penske                  |
| 10   | 24   | 33 | Ryan Briscoe (R)       | P  | T  | 224.080 | 19   | 199    | Corrida   | Chip Ganassi Racing          |
| 11   | 26   | 20 | Ed Carpenter           | D  | T  | 221.439 | 25   | 199    | Corrida   | Vision Racing                |
| 12   | 15   | 37 | Sébastien Bourdais (R) | P  | H  | 224.955 | 16   | 198    | Crash T3  | Newman/Haas Racing           |
| 13   | 22   | 51 | Alex Barron            | D  | T  | 221.053 | 27   | 197    | Corrida   | Team Cheever                 |
| 14   | 14   | 5  | Adrian Fernández       | P  | H  | 225.120 | 15   | 197    | Corrida   | Fernandez Racing             |
| 15   | 33   | 48 | Felipe Giaffone        | P  | T  | 217.645 | 36   | 194    | Corrida   | A.J. Foyt Enterprises        |
| 16   | 27   | 21 | Jaques Lazier          | P  | T  | 221.228 | 26   | 189    | Corrida   | Playa Del Racing             |
| 17   | 8    | 55 | Kosuke Matsuura        | P  | H  | 226.397 | 9    | 186    | Acidente  | Super Aguri Fernandez Racing |
| 18   | 17   | 24 | Roger Yasukawa         | D  | H  | 224.131 | 18   | 167    | Mecânico  | Dreyer & Reinbold Racing     |
| 19   | 10   | 2  | Tomáš Enge (R)         | D  | C  | 226.107 | 11   | 155    | Acidente  | Panther Racing               |
| 20   | 11   | 4  | Tomas Scheckter        | D  | C  | 226.031 | 12   | 154    | Acidente  | Panther Racing               |
| 21   | 25   | 83 | Patrick Carpentier (R) | D  | T  | 222.803 | 22   | 153    | Mecânico  | Team Cheever                 |
| 22   | 21   | 44 | Jeff Bucknum (R)       | D  | H  | 221.521 | 24   | 150    | Acidente  | Dreyer & Reinbold Racing     |
| 23   | 2    | 6  | Sam Hornish, Jr.       | D  | T  | 227.273 | 3    | 146    | Acidente  | Team Penske                  |
| 24   | 13   | 9  | Scott Dixon            | P  | T  | 225.215 | 14   | 113    | Acidente  | Chip Ganassi Racing          |
| 25   | 20   | 70 | Richie Hearn           | P  | C  | 222.707 | 23   | 112    | Acidente  | Sam Schmidt Motorsports      |
| 26   | 23   | 15 | Kenny Bräck (W)        | P  | H  | 227.598 | 1    | 92     | Mecânico  | Rahal Letterman Racing       |
| 27   | 31   | 22 | Jeff Ward              | D  | T  | 218.714 | 34   | 92     | Mecânico  | Vision Racing                |
| 28   | 28   | 14 | A.J. Foyt IV           | D  | T  | 220.442 | 28   | 84     | Mecânico  | A.J. Foyt Enterprises        |
| 29   | 19   | 10 | Darren Manning         | P  | T  | 223.943 | 21   | 82     | Mecânico  | Chip Ganassi Racing          |
| 30   | 12   | 36 | Bruno Junqueira        | P  | H  | 225.704 | 13   | 76     | Acidente  | Newman/Haas Racing           |
| 31   | 29   | 25 | Marty Roth             | D  | C  | 219.497 | 32   | 47     | Mecânico  | Roth Racing                  |
| 32   | 32   | 91 | Jimmy Kite             | D  | T  | 218.565 | 35   | 47     | Mecânico  | Hemelgarn Racing             |
| 33   | 30   | 41 | Larry Foyt             | D  | T  | 219.396 | 33   | 14     | Acidente  | A.J. Foyt Enterprises        |

(W) = vencedor do Indianapolis 500; (R) = Rookie